# Jan Lidral
Jan Lidral (19. března 1929, Hluboká nad Vltavou – 24. ledna 1982, České Budějovice) byl československý hokejový obránce. Mezi jeho přednosti patřila bruslařská stabilita a byl specialistou na klasické bodyčeky. Absolvent strojní průmyslovky v Písku.

## Hráčská kariéra
S hokejem začínal v oddíle SK Zliv, který hrál na zamrzlém rybníku Bezdrev. Byl fyzicky zdatný a všestranný. Jako obounohý fotbalista se prosadil do jedenáctky SK České Budějovice. Ve dvaceti letech si šikovného hokejistu vyhlédli funkcionáři českobudějovického týmu. V lize se objevil v sezóně 1950/1951 jako pátý obránce a pomohl mužstvu k historicky prvnímu titulu pro jihočeský klub.
V týmu dlouho nepobyl, perspektivní obránce nastoupil základní vojenskou službu, tu absolvoval v dnes již zaniklém ATK Praha. Jelikož měl problémy s disciplínou, vedení týmu nemělo o jeho další služby zájem, nabídka přišla okamžitě z karlovarského Dynama. Politickým rozhodnutím byl mladý obránce přesunut z Karlových Varů do Ostravy za účelem zvýšení jeho hráčských schopností, a to po boku reprezentanta Václava Bubníka. Představy se ale nenaplnily. V dresu Vítkovic odehrál pět sezon, mezi největší úspěchy patřilo třetí místo. V poslední vítkovické sezoně 1959/60 tým skončil jedenáctý a spolu s dvanáctou Opavou sestoupil. Poté se vrátil do jižních Čech, českobudějovický tým po roce v druhé lize se vracel do nejvyšší soutěže a obránce Lidral měl být posilou ... ale dlouhodobé porušování životosprávy se na hráči podepsalo a po několika dalších výstřelcích byl z týmu vyhozen, čímž se jeho sportovní kariéra uzavřela.
Jako reprezentant se zúčastnil olympiády v roce 1952 bez medailového umístění. Na mistrovských šampionátech hrál dvakrát, a to na MS 1953 ve švýcarských městech Curych a Basilej a na MS 1955 v Německu, kde získal svoji jedinou medaili, bronzovou.
V reprezentačním dresu odehrál celkem 20 zápasů a vstřelil 1 gól.

## Ostatní
Z dnešního pohledu by Jan Lidral byl vhodným terčem bulváru.